# Bathyraja albomaculata
Bathyraja albomaculata är en rockeart som först beskrevs av Norman 1937.  Bathyraja albomaculata ingår i släktet Bathyraja och familjen egentliga rockor. IUCN kategoriserar arten globalt som sårbar. Inga underarter finns listade.